# Sarah Chan
Sarah Zeinab Chan és una exjugadora de bàsquet professional sud-sudanesa i vistaire principal a Àfrica dels Toronto Raptors de la National Basketball Association (NBA), que va créixer com a refugiada a Kenya. És la primera dona vistaire d'un equip de l'NBA a l'Àfrica. També és fundadora de Home At Home/Apediet Foundation, una organització no governamental que lluita contra el matrimoni infantil i defensa l'esport i l'educació per a les noies. El 2022 Chan va ser nomenada a la llista de les 100 dones de la BBC.

## Primera vida i educació
Chan va créixer a Khartum, Sudan, durant la segona guerra civil sudanesa. Vivia amb els seus pares, dos germans grans i la germana petita al costat d'altres famílies en una finca que era "meitat de fang i meitat de maó". Parla anglès, suahili, àrab i dinka.
L'agost de 1998, la seva família va fugir a Nairobi, on els seus pares van rebre un ajut acadèmic perquè pogués estudiar teologia, així com per fer front a la matrícula per a la seva educació i la de la seva germana. Chan va practicar esport per primera vegada el 2004 a Laiser Hill High School, on ràpidament va destacar en el bàsquet.
El 2007 es va traslladar als Estats Units i va assistir a la Union University de Jackson, Tennessee, amb una beca de bàsquet. Allà va estudiar ciències polítiques i història i va jugar al programa de l'Associació Nacional d'Atletisme Intercol·legial (NAIA) de l'escola. Després de jugar professionalment durant uns anys a Europa i Àfrica, va tornar a Nairobi, on va cursar un màster en estudis de pau i conflictes a la United States International University Africa.

## Carrera esportiva
Amb una alçada d'1,93 metres, Chan jugava com a davantera. Com a sènior, va ser nomenada per a l'equip de tots els tornejos de la NAIA i per a un NAIA All-American del primer equip. Durant quatre temporades a la Union University, va anotar 1.892 punts i 1.112 rebots.
Va provar d'entrar a l'equip de la Women's National Basketball Association Indiana Fever, però no va ser seleccionada.
Chan va continuar jugant a bàsquet professionalment a Espanya i Portugal i també va jugar a clubs de Tunísia, Angola i Moçambic. Posteriorment va tornar a Kenya, on va jugar a la United States International University Africa. Va ser-ne la màxima anotadora i rebotadora, i va participar en la Copa de Campions Femenina FIBA d'Àfrica 2015 All-Star Five. També va competir a la Copa de Campions de Clubs Femenins d'Àfrica FIBA 2017.
El president dels Toronto Raptors, Masai Ujiri, la va descobrir mentre entrenava a la pista de bàsquet dels Giants of Africa a Kenya el 2017. Ujiri la va seguir durant la seva carrera i més tard la va contractar com a vistaire i associada de desenvolupament de bàsquet. Com a vistaire principal, Chan viatja per tota Àfrica reclutant talent per als Raptors. També ha persuadit Ujiri perquè celebri campaments de Giants of Àfrica a Juba, Sudan del Sud, i Mogadiscio, Somàlia, per oferir a les noies l'oportunitat de provar el bàsquet.

## Fundació
Chan va fundar la seva organització benèfica, la Home At Home/Apediet Foundation, per oferir assessorament a les nenes, prevenir el matrimoni infantil i promoure l'educació i els esports. És una organització nacional no governamental que porta el nom de la seva mare.